# Ksar Helal
Ksar Helal este un oraș în Guvernoratul Monastir, Tunisia.